# القو (تشاراويماق)
القو (بالفارسية: آلقو) هي منطقة سكنية تقع في قسم ورقه الريفي في إيران. يقدر عدد سكانها بـ 240 نسمة .